# Fauna de Madagascar

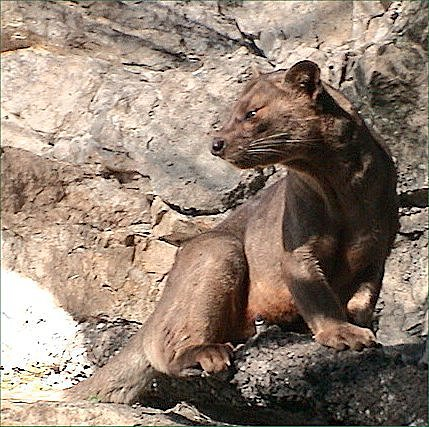
Un bon exemple de l'evolució convergent a Madagascar és la fossa, un carnívor malgaix que ha evolucionat en aparença i comportament com un gran fèlid. De fet, originalment fou classificat com a tal, quan en realitat està relacionat més estretament amb les mangostes.

Madagascar ha sigut una illa des de fa gairebé 70 milions d'anys, separant-se d'Àfrica fa uns 165 milions d'anys i de l'Índia uns 100 milions d'anys després.
Abans de l'arribada dels humans fa uns 2.000 anys, hi havia molts animals grossos i inusuals vivint-hi, que descendien d'espècies que originalment estaven presents quan Madagascar es convertí en una illa o que posteriorment creuaren el mar cap a Madagascar. Els nínxols ecològics són omplerts per animals amb una història diferent a la dels del continent africà, sovint portant a l'evolució convergent. Una gran proporció d'aquests animals malgaixos endèmics han mort després de l'arribada dels humans, particularment la megafauna.
Malgrat això i la desforestació massiva, Madagascar encara és la llar d'una quantitat increïble de vida salvatge, la vasta majoria de la qual és única al món. Madagascar és un destí primari per l'ecoturisme, amb més de 50 parcs nacionals i altres reserves protegides.
Es creu que hi hagué només cinc esdeveniments de colonització de mamífers terrestres provinents del continent africà. Són els tenrecs, els lèmurs, els carnívors malgaixos i els nesomins. Les altres colonitzacions de mamífers són les dels hipopòtams amfibis (ja extints) i ratpenats.

## Fauna viva
Existeixen molts endemismes:

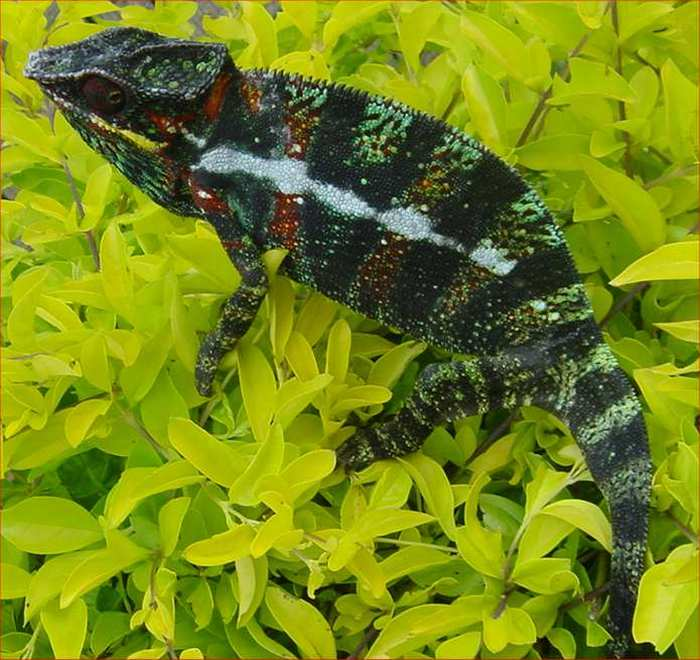
Camaleó pantera.

- Tortugues: Existeixen quatre espècies endèmiques de la família Testudinidae, la tortuga radiada, la tortuga angonoka, la tortuga cuaplana i la tortuga aranya.

- Lèmurs: Existeixen aproximadament 100 espècies de lèmurs, 28 han sigut descrites per zoòlegs només entre els anys 2000 i 2008.[3] Gairebé tots són considerats com rars, vulnerables o en perill d'extinción.[4]

- Euplèrids: Hi ha carnívors malgaixos com la fossa (Cryptoprocta ferox), un tipus de civeta, malgrat la seva aparença felina; la civeta de Madagascar (Fossa fossana), la qual, malgrat el seu nom científic, no s'ha de confondre amb la fossa. Com tampoc amb l'animal de nom molt semblant, l'eupleri (Eupleres goudotii), també conegut com a civeta malgaixa de dents curtes. També es troben cinc espècies de mangosta a Madagascar com la civeta petita de l'Índia (Viverricula indica), l'únic carnívor que es creu fou introduït en l'illa.

- Tenrecs: Tot i que es troben tres espècies al continent africà (les potamogalins), la majoria d'ells, prop de 30 espècies, es troben a Madagascar. S'han difós en molts nínxols ecològics, per exemple els tenrecs aquàtics (Limnogale mergulus) s'assemblen a les llúdries de riu en aparença i comportament. El tenrec espinós petit (Echinops telfairi) s'assembla al seu homòleg, l'eriçó de terra.

- Rosegadors: Es troben catorze espècies de rosegadors a Madagascar. Tots són membres de la subfamília de muroïdeus coneguts com a nesomins. També s'han disseminat a diversos nínxols, amb formes similars a rates, ratolins arborícoles, varietats fossorials i formes semblants a les dels conills.

- Ratpenats: Es coneixen aproximadament 30 espècies de ratpenats de Madagascar, més de la meitat de les quals són endèmiques de l'illa.

## Fauna extinta
- Lèmurs gegants: Hi ha, com a mínim, 17 espècies de lèmurs que s'han extingit des de l'arribada de l'home a Madagascar, tots els quals eren més grans que les espècies actuals de lèmurs. Incloent-hi l'ai-ai gegant, entre tres i cinc vegades més pesant que les espècies existents. Megaladapis, del qual existien tres espècies podia assolir la mida de l'orangutan. Els lèmurs peresós, que mostren una notable convergència evolutiva amb el peresós sud-americà; Palaeopropithecus de la mida d'un ximpanzé, sent molt similar en la forma corporal als tres peresosos sud-americans. El lèmur peresós Archaeoindris era el mamífer més gran de Madagascar, podent arribar a la mida d'un goril·la mascle.

- Fossa de les cavernes (Cryptoprocta spelea): El registre fòssil de Madagascar ha revelat les restes d'una fosa gegant recentment extinta, que tenia una mida de prop d'un 125% de la mida de les espècies vives,[5] cosa que en feia un animal d'una talla similar a la de l'ocelot. Es creu que aquesta espècie caçava els lèmurs grans que habitaven Madagascar fins que a l'illa s'establí l'home.

- Hipopòtam nan de Madagascar: Es creu que hi ha hagut tres espècies diferents d'hipopòtams pigmeus a Madagascar,[6] l'últim dels quals morí fa menys de 1.000 anys, probablement com a resultat de l'assentament humà a l'illa.

- Aus elefant (Aepyornis maximus): Aquests ocells enormes tenien una alçada de més de 3 metres i pesaven prop de mitja tona. Es creu que s'extingiren en l'últim mil·lenni, com a resultat de l'activitat humana, com l'ocell dodo en la veïna illa de Maurici.

- Majungasaurus: Tot i que aquest no fou un animal extint al Cenozoic, sí que fou un dinosaure teròpode que habità en el que avui és aquesta illa. El majungasaure fou un carnívor de mida similar al Utahraptor nord-americà i més primerenc, d'entre 6 i 7 metres, sent més petit que abelisàurids com Abelisaurus i el gegants Carnotaurus argentí i xilè. També ha sigut l'únic dinosaure en el que s'ha confirmat el canibalisme. S'extingí fa 80 Ma.